# Agne Svensson
Agne Roland Svensson, född 14 juni 1930, död 14 mars 2005 i Tynnereds församling, var en svensk handbollsspelare.

## Karriär
Agne Svensson spelade hela sin elitkarriär för IK Heim i Göteborg. Han gjorde debut i klubbens A-lag 1957 och spelade sista matchen säsongen 1963–1964, då han bara spelade tre matcher och stod för 3 mål. Under sin tid i klubben var han med och tog tre SM-titlar 1959,1960 och 1962, där alla var genom seriesegrar i Allsvenskan. Svensson spelade 13 landskamper 1959 till 1963. Han gjorde landslagsdebut 17 februari 1959 mot Österrike i Wien. Matchen slutade i en svensk förlust med 14-16 och där Svensson inte noterades för några mål. Han spelade inga mästerskap och har inga internationella meriter, dock har han blivit tilldelad Stora Grabbars märke, tack vare sina 13 landskamper. Den 6 januari 1963 i en match mot Finland, avslutade han sin landslagskarriär med tre mål.
Svensson är gravsatt i minneslunden på Västra kyrkogården i Göteborg.